# Simbang
Simbang este un sat din Indonezia. Are o populație de 1.929 locuitori.